# 九州新幹線 (整備新幹線)
九州新幹線（きゅうしゅうしんかんせん）は、整備新幹線計画の1つで、九州旅客鉄道（JR九州）の高速鉄道路線（新幹線）およびその列車である。鹿児島ルート（博多 - 鹿児島中央間）と西九州ルート（長崎ルート、博多 - 新鳥栖 - 長崎間）があるが、両ルートとも法令上の名称は単に「九州新幹線」である（建設を開始すべき新幹線鉄道の路線を定める基本計画を参照）。
全区間を独立行政法人 鉄道建設・運輸施設整備支援機構（旧日本鉄道建設公団）が建設し、JR九州がこれを借り受けて運営している。

## 概要

### 鹿児島ルート
鹿児島ルートは、博多 - 鹿児島中央間を結ぶ、新幹線規格（フル規格）の路線である。2004年3月13日に新八代 - 鹿児島中央間が開業しており、2011年3月12日には博多までの全線が開業した。営業上は単に「九州新幹線」として案内されている。
800系を使用した九州新幹線内の「つばめ」「さくら」のほか、新たに導入されたN700系7000・8000番台による「さくら」「みずほ」が山陽新幹線経由で新大阪駅まで乗り入れている。
2019年3月16日改正時点では、「みずほ」は新大阪 - 鹿児島中央間を最速3時間41分、新大阪 - 熊本間を最速2時間57分で運転している。博多 - 熊本間は最速32分、博多 - 鹿児島中央間は最速で1時間16分である。
開業以来、東京駅に直通する営業列車が設定されていない。東京駅からの列車は博多駅までの運転で九州新幹線には乗り入れない。鹿児島中央駅からの列車は新大阪駅までの運転で東海道新幹線には乗り入れない。
設置駅
博多 - 新鳥栖 - 久留米 - 筑後船小屋  - 新大牟田 - 新玉名 - 熊本 - 新八代 - 新水俣 - 出水 - 川内 - 鹿児島中央

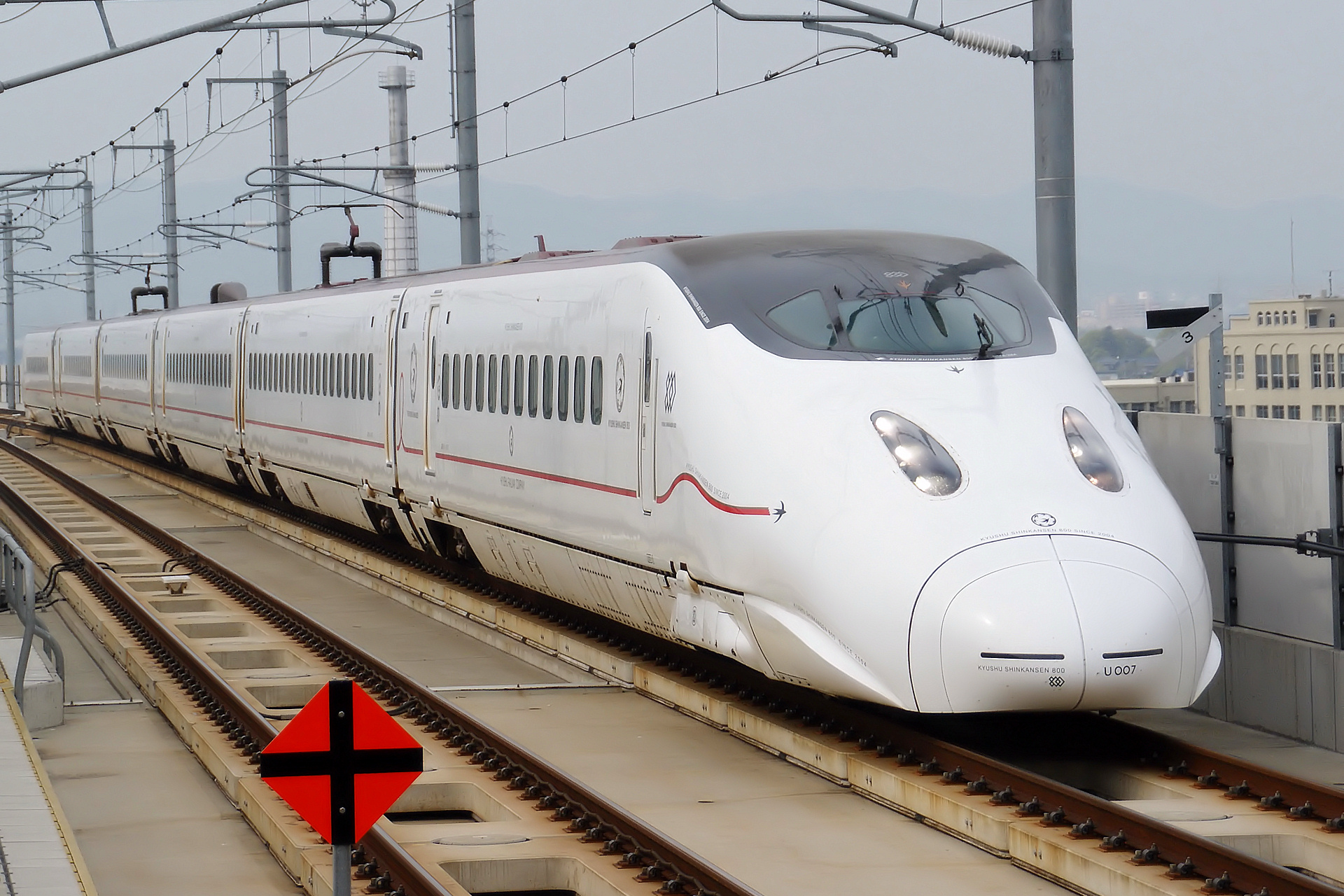
「つばめ」「さくら」に使用される800系
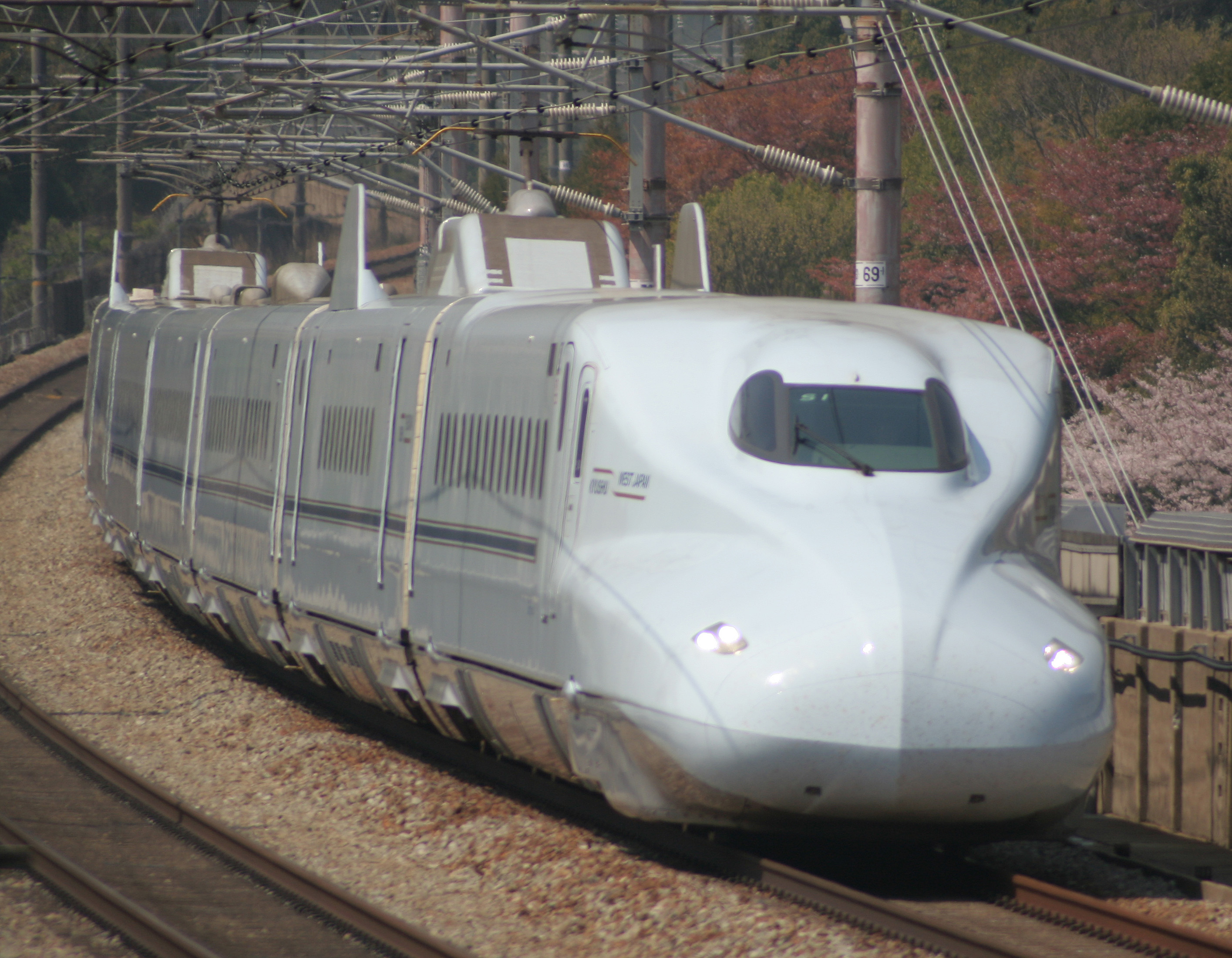
「つばめ」「さくら」「みずほ」に使用されるN700系7000番台

### 西九州ルート
西九州ルート（長崎ルート）は、博多 - 長崎間を結ぶ路線である。博多 - 新鳥栖間は鹿児島ルートとの共用が予定されている。
このうち2022年9月23日に武雄温泉 - 長崎間が西九州新幹線として新幹線規格（フル規格）で開業した。武雄温泉以東の区間は2022年時点で整備方式やルートが決定しておらず、暫定方式として博多 - 武雄温泉間（鹿児島本線・長崎本線・佐世保線経由）で運行される在来線特急列車と、武雄温泉駅において同一ホームでの対面乗り換えで新幹線を乗り継ぐリレー方式が採られる。
2008年に武雄温泉 - 諫早間が新幹線鉄道規格新線（スーパー特急方式）で着工されたが、2012年に諫早 - 長崎間が標準軌新線（フル規格）で着工され、武雄温泉 - 諫早間も標準軌新線で建設する方向となった。また2004年（平成16年）の政府・与党申合わせでは、既存の在来線に直通可能なフリーゲージトレイン（FGT、軌間可変電車）での運行を予定していたが、実用化は難航し、2018年7月19日に導入を正式断念したと与党検討委員会が表明している。
在来線を活用（「リレーかもめ」の運行ルート）
博多 - 二日市 - 鳥栖 - 新鳥栖 - 佐賀 - 江北 - 武雄温泉
標準軌新線（フル規格）で運行
武雄温泉 - 嬉野温泉 - 新大村 - 諫早 - 長崎

#### 名称について
1973年（昭和48年）に新幹線整備計画が発表された時点では「九州新幹線長崎ルート」という名称を用いていたが、2005年（平成17年）10月に沿線自治体である長崎県と佐賀県が独自に「九州新幹線西九州ルート」へと名称を変更した。建設に難色を示す佐賀県への配慮に基づくもので、JR九州も自主的にこれに対応した。建設を行う鉄道建設・運輸施設整備支援機構も2016年の時点で「西九州ルート」表記を用いているほか、政府も「九州新幹線（西九州ルート）」を使用している。
ニュースサイトの見出しについては、発行元の判断により、複数の表記が見受けられる。公共放送局である日本放送協会（NHK）は新幹線整備計画発表当時の「九州新幹線・長崎ルート」、地元紙の長崎新聞や佐賀新聞は「新幹線長崎ルート」という表記を主に採用している。全国紙やブロック紙では「長崎新幹線」「長崎ルート」「九州新幹線」などの表記が用いられる。
2021年4月28日、JR九州は武雄温泉 - 長崎間の路線名称を「西九州新幹線」に決定したことを発表した。未着手となっている武雄温泉以東の区間はこの発表に含まれていない。

## 名称・呼称
整備計画上の路線名と実際の路線名の関係は下表の通り。
| 区間                             | 整備計画名 | 路線名       | 備考                 |
| -------------------------------- | ---------- | ------------ | -------------------- |
| 博多駅 - 新鳥栖駅 - 鹿児島中央駅 | 九州新幹線 | 九州新幹線   | 開業済               |
| 新鳥栖駅 - 武雄温泉駅            | 九州新幹線 | [ 注 3 ]     | 新幹線工事未承認区間 |
| 武雄温泉駅 - 長崎駅              | 九州新幹線 | 西九州新幹線 | 開業済               |

## 西九州ルートの沿革

### ルート選定とスーパー特急方式による整備方針
九州新幹線のうち福岡市・長崎市の区間は1972年（昭和47年）12月12日、全国新幹線鉄道整備法第4条第1項の規定による『建設を開始すべき新幹線鉄道の路線を定める基本計画』（昭和47年運輸省告示第466号）により告示された。その後、1973年（昭和48年）11月13日に東北新幹線（盛岡市・青森市）、北海道新幹線（青森市・札幌市）、北陸新幹線（東京都・大阪市）、九州新幹線（福岡市・鹿児島市）とともに整備計画が決定された。この整備計画において現在の九州新幹線（福岡市・長崎市）は主要な経過地として「佐賀市附近」、その他「九州新幹線（福岡市・鹿児島市）と筑紫平野で分岐するものとし、福岡市・分岐点間は共用する。」とされた。1985年（昭和60年）に国鉄は博多 - 長崎間の（早岐経由）ルートを公表した。
1987年（昭和62年）、JR九州は「早岐経由では、全額公的負担で整備しても収支改善効果は現れない」との意見表明を行った。その後、1992年（平成4年）2月にJR九州は、長崎本線肥前山口（現・江北） - 諌早間の経営分離を前提に、構造物は新幹線規格で建設するが、軌間は在来線と同じ狭軌で整備する新幹線鉄道規格新線（スーパー特急方式）での収支試算結果を公表した。同年6月には短絡ルートの通過地点となる佐賀県嬉野町が「九州新幹線長崎ルート『嬉野温泉駅』設置に関する陳情」を提出した。
一方、新幹線の恩恵を受けにくく、長崎本線が並行在来線としてJR九州から経営分離されることを懸念した有明海沿いの鹿島市、江北町、福富町、白石町、有明町、塩田町、嬉野町、太良町が「JR長崎本線経営分離に関する要望書」を提出し、長崎本線の肥前山口駅 - 諫早駅を経営分離の対象にしないことを求めた。同年8月には江北町が江北町「九州新幹線長崎ルートの新整備案の早期実現とJR肥前山口駅への停車について」の陳情書を提出し、長崎本線・佐世保線の分岐駅である肥前山口駅を停車駅にするよう求めた。
1998年（平成10年）1月21日の政府・与党整備新幹線検討委員会における検討結果において、その他の区間として「（略）及び九州新幹線（長崎ルート）武雄温泉・新大村間については、需要予測や収支採算性の見通し等の基本条件の確認作業を行うに当たって必要となる、駅・ルート公表を速やかに行い、引き続き環境影響評価に着手するとともに、（略）及び九州新幹線（長崎ルート）長崎駅における駅部調査を開始する。」とされた。同年2月3日に日本鉄道建設公団は武雄温泉 - 新大村（仮称）間の駅・ルートを公表した。
2000年（平成12年）12月18日の「整備新幹線の取扱いについて」政府・与党申し合わせの中で、九州新幹線については鹿児島ルートの全線をフル化し、今後概ね12年後の完成を目指す交通結節点として新鳥栖駅の整備を行うこと、長崎ルートの武雄温泉 - 長崎間は環境影響評価終了後工事実施計画の認可申請を行うことが示された。
2002年（平成14年）1月8日に日本鉄道建設公団が武雄温泉 - 新大村（仮称）間および新大村（仮称） - 長崎間の環境影響評価書を佐賀県知事へ提出し、同日に武雄温泉 - 長崎間の工事実施計画をスーパー特急方式で認可申請した。

### 三者基本合意と武雄温泉 - 諫早間の着工
肥前山口駅 - 肥前鹿島駅を上下分離方式によりJR九州が運営することや長崎県の応分の負担といった提案などの状況変化を踏まえ、2004年（平成16年）12月9日に佐賀県知事は並行在来線の経営分離はやむを得ないとの判断を表明、12月16日に「整備新幹線の取扱いについて」政府・与党申し合わせが公表された。
この中で九州新幹線（長崎ルート）については「並行在来線区間の運営のあり方については、長崎県の協力を得ながら佐賀県において検討を行うこととし、速やかに結論を出すこととする。調整が整った場合には、着工する。その際、軌間可変電車方式による整備を目指す。 長崎駅部の調査を行う」とされた。この時点では佐賀県内のすべての沿線自治体からの同意が得られているわけではなかった。
九州新幹線（長崎ルート）には平成17年度から毎年度10億円の予算が計上されていたが、着工の条件である並行在来線の経営分離の同意が得られていなかったため、着工には至っていなかった。その後、2005年（平成17年）12月に白石町 が、2006年（平成18年）2月に太良町、同年3月に江北町 が並行在来線の経営分離に同意した。
2007年（平成19年）12月16日に佐賀県、長崎県、JR九州の三者は、
1. JR九州は肥前山口駅 - 諫早駅の全区間を経営分離せず、上下分離方式により新幹線開業後20年間運行を維持する。
2. JR九州は線路等の設備の修繕を行った上で、佐賀県・長崎県に14億円で資産譲渡を行う。

という合意に達した。これにより2008年（平成20年）3月5日に政府・与党ワーキンググループにおいて、着工の基本条件が満たされたことが確認された。これを受けて3月19日に鉄道・運輸機構は九州新幹線西九州ルート（武雄温泉〜諫早間）の工事実施計画を認可申請、3月26日に暫定整備認可された。同年4月28日には起工式が行われた。

### 武雄温泉 - 長崎間の一体整備
2011年（平成23年）12月26日に「整備新幹線の取扱いについて（政府・与党確認事項）」が公表され、九州新幹線武雄温泉・長崎間については想定完成・開業時期を「武雄温泉・長崎間を一体として、諫早・長崎間の着工から概ね10年後」とし、「（注）現在建設中の武雄温泉・諫早間と新たな区間である諫早・長崎間を、一体的な事業（佐世保線肥前山口・武雄温泉間の複線化事業を含む）として扱い、軌間可変電車方式（標準軌）により整備する。」という方針が示された。その後、2012年（平成24年）6月12日に九州新幹線武雄温泉・長崎間の認可申請（フル規格）が行われ、6月29日に認可された。

### フリーゲージトレインの採用断念
2014年10月からフリーゲージトレインの3モード耐久走行試験が開始されたが、約3万km走行した時点で不具合が発生し12月に試験が一時休止された。2015年（平成27年）1月14日に「整備新幹線の取扱いについて」が公表され、整備新幹線の新規開業区間の貸付料収入を財源に北海道新幹線（新函館北斗 - 札幌間）、北陸新幹線（金沢 - 敦賀間）、及び九州新幹線（武雄温泉 - 長崎間）の完成・開業時期を前倒しする方針が示された。
この中で九州新幹線（武雄温泉 - 長崎間）は「フリーゲージトレインの技術開発を推進し、完成・開業時期を平成34年度から可能な限り前倒しする」とされた。しかし、フリーゲージトレインの開発方針が不透明となったことから、2016年（平成28年）3月29日に国土交通省、鉄道・運輸機構、長崎県、佐賀県、JR九州に与党PTを加えた6者による「九州新幹線（西九州ルート）の開業のあり方に係る合意」（いわゆる「六者合意」）が発表された。その合意内容はおおむね以下の5項目であった。
1. 武雄温泉 - 長崎間が完成する2022年度に、この区間にフル規格車両を投入し、博多 - 武雄温泉間を走行する在来線特急との対面乗換方式により開業する。なお、技術開発の進捗によりフリーゲージトレインの先行車を導入する場合は、博多 - 武雄温泉間は在来線、武雄温泉 - 長崎間は新幹線で走らせることにより活用する。
2. 対面乗り換えに関わる施設は整備新幹線スキームで整備する。
3. 長崎本線肥前山口 - 諫早間は2022年度の時点で上下分離とし、開業から3年間はサービスレベルを維持する（2007年の三者合意の内容）。
4. 新鳥栖駅及び武雄温泉駅のアプローチ線整備は同年秋頃を目処に開催される国の技術評価委員会の結果を待って整備に着手する。新鳥栖アプローチはフリーゲージトレインの量産車導入時に、武雄温泉アプローチは先行車導入時に使用可能となるよう整備する。
5. 佐世保線肥前山口 - 武雄温泉間の複線化事業を整備新幹線スキームで段階的に行い、2022年度の開業時までに大町 - 高橋間の複線化を行う

これらにより、武雄温泉 - 長崎間は当面武雄温泉駅での対面乗り換え方式での開業が決まり、新鳥栖 - 武雄温泉間のフリーゲージトレイン導入を前提とした整備については国の技術評価委員会の結果待ちとなった。
しかし、2016年11月18日に行われた国の「軌間可変技術評価委員会」では、2014年からの試験走行で明らかになった「車軸の摩耗対策」「高速走行安定性の評価」「経済性の検討」の面における問題点について更なる検討を加える必要があるとの報告がなされ、翌年7月14日の委員会において、「車軸の摩耗対策」については完全な解決には至っておらず、トータルコストは当初よりは圧縮できたとはいえ通常の新幹線の2倍近い車両関連費用が見込まれることが避けられなかった。
こうした状況を受け、2017年（平成29年）7月25日、JR九州の青柳俊彦社長は、一般の新幹線より車両関連費が2倍前後かかり、全面導入すればJRにとっては年間約50億円の負担増につながると試算されたため「前提である収支採算性が成り立たない」とし、また安全性も「まだ確立できていない状態」であることを理由として「フリーゲージトレインによる運営は困難」だとして、西九州ルートへのフリーゲージトレイン導入を断念すると発表し、博多 - 長崎間の全線フル規格での整備を求める考えも示した。JR九州初代社長の石井幸孝は2022年6月に長崎新聞に掲載された記事の中で、フリーゲージトレインの技術開発状況について「素人には分かりやすく受けるが、われわれ玄人にすれば『何を言っているんだ』という代物だった」と述べている。
なお、国の軌間可変技術評価委員会は2018年3月27日の会合を最後に開催されておらず、国からの補助によりフリーゲージトレインの実証実験を行ってきた鉄道建設・運輸施設整備支援機構が「全ての使用が想定されない」として、2022年度から走行試験設備などの撤去を進めている。

### 武雄温泉以東の整備方式の再検討
上述のように、フリーゲージトレインの採用が断念されたことを受けて、武雄温泉以東の整備方式について再検討に着手したが、フル規格（標準軌新線）による整備を進めたいとする国・長崎県と、そもそもフル規格整備を求めていないとする佐賀県との間で対立が生じている。
2018年（平成30年）3月30日、国土交通省は同日開催された与党整備新幹線建設推進プロジェクトチーム九州新幹線（西九州ルート）検討委員会にて、「九州新幹線（西九州ルート）の整備のあり方について（比較検討結果）」を報告すると同時に、対面乗換開業時・FGT・ミニ新幹線（単線並列と複線三線軌の2パターン）・全線フル規格の場合の所要時間の試算をそれぞれ公表した。
| 整備方式                | 整備方式                | 対面乗換開業時 | フリーゲージトレイン (FGT)                       | ミニ新幹線                                                   | ミニ新幹線                                                   | フル規格                             |
| 整備方式                | 整備方式                | 対面乗換開業時 | フリーゲージトレイン (FGT)                       | 単線並列                                                     | 複線三線軌                                                   | フル規格                             |
| ----------------------- | ----------------------- | -------------- | ------------------------------------------------ | ------------------------------------------------------------ | ------------------------------------------------------------ | ------------------------------------ |
| 駅の設定                | 駅の設定                | -              | 新鳥栖・佐賀・肥前山口・武雄温泉                 | 新鳥栖・佐賀・肥前山口・武雄温泉                             | 新鳥栖・佐賀・肥前山口・武雄温泉                             | 新鳥栖・佐賀市附近（佐賀）・武雄温泉 |
| 整備延長                | 整備延長                | -              | 約50 km                                          | 約50 km                                                      | 約50 km                                                      | 約51 km                              |
| 追加費用                | 追加費用                | -              | -                                                | 約500億円                                                    | 約1,400億円                                                  | 約5,300億円                          |
| 開業見込み （想定工期） | 開業見込み （想定工期） | -              | 2027年度 （約9年）                               | 2032年度 （約10年）                                          | 2036年度 （約14年）                                          | 2034年度 （約12年）                  |
| 所要時間 （短縮効果）   | 博多 - 長崎間           | 約1時間22分    | 約1時間20分 （△約2分）                           | 約1時間20分 （△約2分）                                       | 約1時間14分 （△約8分）                                       | 約51分 （△約31分）                   |
| 所要時間 （短縮効果）   | 新大阪 - 長崎間         | 約4時間00分    | 約3時間53分 （△約7分）                           | 約3時間44分 （△約16分）                                      | 約3時間38分 （△約22分）                                      | 約3時間15分 （△約45分）              |
| 所要時間 （短縮効果）   | 博多 - 佐賀間           | 約35分         | 約33分 （△約2分）                                | 約33分 （△約2分）                                            | 約30分 （△約5分）                                            | 約20分 （△約15分）                   |
| 所要時間 （短縮効果）   | 新大阪 - 佐賀間         | 約3時間13分    | 約3時間6分 （△約7分）                            | 約2時間57分 （△約16分）                                      | 約2時間54分 （△約19分）                                      | 約2時間44分 （△約29分）              |
| 投資効果 (B/C)          | 投資効果 (B/C)          | -              | -                                                | 3.1                                                          | 2.6                                                          | 3.3                                  |
| 収支改善効果（年平均）  | 収支改善効果（年平均）  | -              | △約20億円                                        | 約9億円                                                      | 約2億円                                                      | 約88億円                             |
| 課題                    | 課題                    | -              | （JR九州が収支採算性から「導入困難」を表明済み） | 橋梁補修・架け替えの発生、建設時に仮線の設置やバス代行が必要 | 橋梁補修・架け替えの発生、建設時に仮線の設置やバス代行が必要 | 新線建設に伴う用地取得               |

1. ↑  費用、工期等は、今後の精査、関係者間の調整により、変更となる可能性がある。
2. 1 2 3  単線で列車運行しながら施工した場合。工事期間中、列車の所要時間の増加や本数の減少などの影響がある。工事期間中に列車影響が生じないよう、仮線設置により列車を通常通り複線で運行しながら施工した場合の投資効果は、単線並列2.1、複線三線軌2.0となる。
3. ↑  FGTの場合はアプローチ線等が整備の対象となる。
4. ↑  FGTによる整備以降に必要となる費用。価格は2017年（平成29年）4月時点のもの。
5. ↑  フル規格、ミニ新幹線の整備は、環境影響評価手続きを考慮し、2023年（平成35年）度着工を想定。FGTについては、2019年（平成31年）度着工を想定。なお、FGTについては、今後、耐久性の確認等が必要となり、技術開発がすべて順調に推移したとしても、導入は早くとも2027年（平成39年）度半ばとなる見込み。
6. ↑  各区間の最速達タイプによる時分を表記。所要時間は、需要予測等のための想定であり、開業後の運行ダイヤは営業主体が決定する。
7. 1 2 3 4  単線区間での行き違い時間を含む。
8. ↑  新鳥栖 - 武雄温泉間について、2022年（平成34年）度の対面乗換方式での開業からの費用を用いて、山陽新幹線（新大阪駅）への乗り入れのための新たな取組みが実現した場合の便益を考慮して算出（新たな取組みに要する費用は含んでいない）。
9. ↑  現行（在来線特急）と整備後の収支を比較して算出したものであり、貸付料計算の参考になる。

この比較案を元に、佐賀県は全線フル規格で整備した場合の負担額について独自に試算。国の交付金措置等を考慮しない歳出予算ベースで約2400億円と、佐賀県よりも利便性が向上する長崎県の負担割合（約1000億円）を上回り、ルールどおりであれば佐賀県の負担が大きすぎるとの見解を示した。
佐賀県の試算に対し、与党プロジェクトチームでは佐賀県の求める「追加負担ゼロ」は現実的ではないとしつつ、JR九州との貸付料交渉と長崎県による協力により、佐賀県の費用負担をどれだけ減らせるか検討した上で、佐賀県に提案する予定であるとしている。2018年7月19日に行われた与党整備新幹線建設推進プロジェクトチーム九州新幹線（西九州ルート）検討委員会の会合で、フリーゲージトレインの導入を正式断念する一方で、2018年夏までに一定の結論を出すとしていた、全線フル規格かミニ新幹線方式かの整備方法決定について、佐賀県の財政面での見解を受けて、結論を先送りすることを決めた。
2019年（平成31年）4月26日、九州新幹線西九州（長崎）ルートの与党検討委員会において、佐賀県知事山口祥義が「新幹線整備を求めたことはなく、現在も求めていない」「これまで、関係者間で合意されているのは武雄温泉〜長崎間の新線整備と、新鳥栖〜武雄温泉間は在来線を利用することだったはず」「佐賀県の負担ゼロでも建設は認めない」「短時間での解決は無理」といった内容の発言を行った。しかし与党検討委員会は同年8月5日、未着工区間（新鳥栖 - 武雄温泉間）について事業費や時短効果を考慮し、フル規格で整備すべきだととの方針を決定、与党検討委員会の山本幸三委員長が8月6日、佐賀県議会で桃崎峰人議長と面会し、フル規格での整備が適当とする基本方針を決めたことを伝えた。また8月27日には与党プロジェクトチームも検討委員会の示したフル規格で整備するよう求める方針を確認、関係者（国・長崎県・佐賀県・JR九州）の協議を見守った上で、2023年度（令和5年度）の着工を目指すとした。
この方針に佐賀県は強く反発。国や長崎県の働きかけを牽制する状態が続き、2023年度着工の目安となる「2020年度環境影響評価（アセスメント）着手」が難しくなってきたことから赤羽一嘉国土交通大臣が調整に乗り出す事態になり、2019年10月28日には山口佐賀県知事と面会。山口知事は「フル規格ありきではなく5案（スーパー特急方式、フリーゲージトレイン、リレー方式、ミニ新幹線、フル規格）を時間をかけて幅広く議論すべき」との見解を示し、両者は引き続き「幅広い協議」として話し合いの場を持つことで一致した。一方で、「2023年度工事着手」を実現させたい国は、先行して環境影響評価に着手したいとして、2020年6月には5案全てに対応できる環境影響評価の手続きを実施したいとの異例の提案を行う も、佐賀県側がこれを拒否。県の見解として「整備はもとより、ルート、着工時期、開業時期について決まったことや関係者で合意したものは一切ない」との考えを公表した。
一方、佐賀県内でも全線フル規格での整備を求める声がある。フル規格を求める議員有志は2019年6月25日、佐賀市内でシンポジウムを開き、衆議院議員今村雅弘（比例九州）が講演して、知事が懸念する未着工区間の財源負担について説明した。国の試算によると、フル規格で整備した場合、佐賀県の実質負担は約450億から660億円とされ、30年償還で考えれば年間負担は15億から22億円となると述べた。地元の経済効果などを考慮すれば、対応できる額であると主張。着工から開業までは10年以上かかるとし、「早く方向付けをしなければ、結果的に佐賀県が通せんぼをすることになり、県民は肩身の狭い思いをする」と語った。
また、整備方式を議論する与党検討委員会のメンバーである衆議院議員古川康（比例九州ブロック、前佐賀県知事）は、「（以前は）佐賀県の負担を考え、ミニ新幹線がいいと思ったが、フル規格は災害に強い。新しく整備するなら、大雨が降っても使い続けられる方が望ましい」と述べ、フル規格化の必要性を訴えた。自民党佐賀県議団は2020年8月に開いた総会で、「フリーゲージトレイン開発など在来線の利用を模索しつつ、フル規格で整備した場合を想定して議論を進める」とする今後の方向性を取りまとめ、フル規格での整備も容認しうることを示した。
2021年5月26日、与党PTはフル規格での整備を前提として佐賀県の財政負担を軽減し、並行在来線（長崎本線・佐世保線）をJR九州の運営のまま維持すべきとする方向性でJR九州などと議論を進めることを確認。一方、同年5月31日に行われた国と佐賀県の「幅広い協議」の中で、佐賀県から、県がフル規格での整備を容認したわけではないとした上で、国土交通省鉄道局が提案した、
- 長崎本線・佐世保線に沿って佐賀駅を経由するルート案（現在の案）
- 長崎自動車道沿いに佐賀市北部を通過し、佐賀駅を経由せずに新鳥栖と武雄温泉を直結するルート案
- 筑後船小屋駅から佐賀空港付近を経由して武雄温泉を結ぶルート案

の3案について、佐賀県が検討に値する事項があるかを国が検証するよう提案が行われた。
2023年2月9日に、この要望を受けて国土交通省鉄道局が佐賀県に対し、筑後船小屋駅から佐賀空港付近を経由して武雄温泉を結ぶルート案について「特に筑後川・早津江川を横断する橋梁又はトンネルの、佐賀空港の制限表面や施工時の有明海への環境影響を考慮すると、現実的には選択肢とはなり得ない」の回答を示した。これに対し佐賀県からは「佐賀県はフル（規格での整備）は求めていないし、ルートについて何も協議をしていない」「（説明内容に）物すごい違和感もある」と回答し、双方の意見が噛み合っていないことが示された。「幅広い協議」はこれ以後行われていないが、与党検討委員会委員長である森山裕の要請により2023年12月28日に国土交通省鉄道局次長の平嶋隆司と佐賀県副知事の南里隆が非公開で協議し、国が従来の方針を伝える一方で、佐賀県側からは「（佐賀駅経由のフル規格整備は）圧倒的多数の在来線利用者が不便になり、佐賀県にとっては失うものがはるかに大きい」とした上で、（国交省が否定した）佐賀空港や有明海沿岸道路と連携するルート案であれば協議の余地があるとの主張を繰り返し、県の財政負担（佐賀県の負担は最大でも長崎県の2分の1以内）・在来線問題（利便性の現状維持）・地域振興をセットで協議すべきとの主張を行った。
2024年5月13日、佐賀県の山口知事の呼びかけで、JR九州社長の古宮洋二、長崎県知事の大石賢吾との間で3者による意見交換が非公開で行われたが、山口知事が武雄温泉以東の区間について「在来線の利用以外に関係者で合意されたものはない『未合意区間』である」として新たな合意形成が必要であると強調した上で、佐賀空港付近を通るルートについての議論の必要性を述べる一方、JR九州の古宮社長と長崎県の大石知事が共に佐賀駅を通るルートによる（フル規格）整備が望ましいとの意向を示し、建設費用負担の在り方なども含め、議論は平行線をたどった。但し、意見交換の継続の必要性では一致し、国を交えた4者協議についても検討していくこととなった。

### 年表

#### 国鉄時代
- 1964年（昭和39年）
  - 3月23日：日本鉄道建設公団発足。
  - 10月1日：東海道新幹線 東京 - 新大阪間開業。
- 1967年（昭和42年）7月：日本国有鉄道（国鉄）が全国新幹線網構想を発表。
- 1969年（昭和44年）5月30日：新全国総合開発計画決定。
- 1970年（昭和45年）5月18日：全国新幹線鉄道整備法公布[国交省 15]。
- 1972年（昭和47年）
  - 3月15日：山陽新幹線 新大阪 - 岡山間開業。
  - 12月12日：昭和47年告示第466号により、九州新幹線（福岡市 - 長崎市間）の基本計画公示[JRTT 2][佐賀 3]。
- 1973年（昭和48年）
  - 5月26日：放射線漏れ事故により漂流中の原子力船むつの、佐世保市受け入れの見返りに優先着工を認める「むつ念書」取り決め。
  - 10月17日：第60回鉄道建設審議会において、運輸大臣から諮問された東北、北海道、北陸、九州および長崎新幹線の建設に関する整備計画を定めることの諮問について、適当と認める答申を行う。
  - 11月13日：国が九州新幹線（福岡市 - 長崎市間）を含む整備新幹線5線の整備計画決定および建設指示[JRTT 2][佐賀 3][長崎 2]。
- 1975年（昭和50年）3月10日：山陽新幹線 岡山 - 博多間開業。
- 1978年（昭和53年）
  - 10月3日：新幹線整備関係閣僚会議において、九州新幹線（福岡市 - 長崎市間）を含む整備新幹線5線の具体的実施計画決定。
  - 10月19日：武雄市で長崎新幹線武雄駅実現期成会設立[佐賀 3]。
- 1979年（昭和54年）1月23日：新幹線整備関係閣僚会議において、九州新幹線（福岡市 - 長崎市間）を含む整備新幹線5線に関する環境影響評価指針が了承される。
- 1981年（昭和56年）6月12日：全国新幹線鉄道整備法改正。建設費の地元負担が可能とされる。
- 1982年（昭和57年）9月24日：臨時行政調査会第三次答申にて、財政赤字の拡大、国鉄の経営悪化を理由に整備新幹線の建設計画凍結を閣議決定。
- 1985年（昭和60年）1月22日：国鉄が博多 - 長崎間（早岐経由）ルートを公表（フル規格）[JRTT 2][佐賀 3][長崎 2]。
- 1986年（昭和61年）9月12日：日本鉄道建設公団が博多 - 長崎間（早岐経由）ルートの環境影響評価報告書案を公表（フル規格）[佐賀 3][長崎 2]。
- 1987年（昭和62年）
  - 1月30日：整備新幹線建設計画凍結の一部解除を閣議決定。

##### JR九州発足後
- 1987年（昭和62年）
  - 4月1日：国鉄分割民営化に伴い、JR各社および新幹線鉄道保有機構発足[国交省 15]。九州新幹線は鹿児島ルート・長崎ルート共に九州旅客鉄道（JR九州）の管轄とされる。
  - 10月27日：日本鉄道建設公団が長崎市・佐賀市に着工準備作業所設置[長崎 2]。
  - 12月16日：JR九州が「早岐経由では、全額公的負担で整備しても収支改善効果は現れない」と意見表明[佐賀 3]。
- 1988年（昭和63年）
  - 8月11日：運輸省が整備新幹線の暫定整備案を発表する。政府・与党申し合わせにより、整備新幹線着工優先順位決定[国交省 15]。本ルートは含まれず。
- 1989年（平成元年）1月：整備新幹線の旧財源スキーム策定[国交省 15]。
- 1990年（平成2年）
  - 4月1日：西日本旅客鉄道（JR西日本）博多南線 博多 - 博多南間開業。
  - 12月24日：政府・与党申し合わせで、並行在来線をJRから経営分離することを明記。
- 1991年（平成3年）10月1日：新幹線鉄道保有機構が解散し、鉄道整備基金設立[国交省 15]。
- 1992年（平成4年）
  - 2月24日：JR九州が、長崎本線肥前山口 - 諌早間の経営分離を前提に、スーパー特急方式（短絡ルート）での収支試算結果を公表[佐賀 3]。
  - 6月3日：嬉野町が「九州新幹線長崎ルート『嬉野温泉駅』設置に関する陳情」を提出[佐賀 3]。
  - 6月19日：運輸政策審議会が、「五大都市（東京、大阪、名古屋、札幌、および福岡）から地方主要都市までを概ね3時間程度で結ぶ」とする答申を発表。
  - 6月24日：鹿島市、江北町、福富町、白石町、有明町、塩田町、嬉野町、太良町がJR長崎本線経営分離に関する要望書提出[佐賀 3]。
  - 8月19日：江北町が「九州新幹線長崎ルートの新整備案の早期実現とJR肥前山口駅への停車について」の陳情書提出[佐賀 3]。
  - 11月25日：九州新幹線長崎ルート建設促進連絡協議会（6者）申合せ。短絡ルート（武雄市から諌早市・大村市を経由して長崎市に至るルート）によるスーパー特急方式を地元案として合意[佐賀 3][長崎 2]。
- 1994年（平成6年）
  - 2月8日：非自民連立政権の政府・与党が新規着工凍結の申し合わせ。本ルートの構想維持を明記[国交省 15]。
  - 9月：自社さ連立政権の政府・与党に整備新幹線検討委員会を設立[国交省 15]。
  - 12月19日：自社さ連立政権の政府・与党が再度新規着工凍結の申し合わせ[国交省 15]。
- 1995年（平成7年）2月13日：鳥栖市九州新幹線建設等促進期成会設立[佐賀 3]。
- 1996年（平成8年）
  - 6月15日：嬉野町で新幹線嬉野温泉駅設置促進期成会設立[佐賀 3]。
  - 11月28日：JR九州が経営分離希望区間（長崎本線肥前山口 - 諌早間）を表明[佐賀 3]。
  - 12月25日：政府・与党合意により、整備新幹線の新財源スキーム、新規着工区間など決定。当路線のうち、武雄温泉 - 大村間のスーパー特急方式による駅・ルート公表および環境影響評価、武雄温泉 - 長崎間の工事実施計画認可申請、県境トンネル難工事推進事業、長崎駅部調査が決定。上下分離方式により、JRは受益の範囲を限度とした貸付料を支払うこととされる[長崎 4]。
- 1997年（平成9年）
  - 5月：全国新幹線鉄道整備法改正（財源スキームの見直し）。
  - 10月1日：鉄道整備基金が船舶整備公団と統合し、運輸施設整備事業団設立。
- 1998年（平成10年）
  - 1月21日：政府・与党が整備新幹線検討委員会の検討結果を公表。従来の整備計画として、九州新幹線（博多 - 長崎間）の維持を確認。武雄温泉 - 新大村（仮称）間の駅・ルート公表を速やかに行い、引き続き環境影響評価に着手するとともに、長崎駅の駅部調査を開始することが決定[長崎 2]。
  - 2月3日：日本鉄道建設公団が武雄温泉 - 新大村（仮称）間の駅・ルートを公表。短絡ルート、嬉野温泉駅の設置が決定[JRTT 2][佐賀 3][長崎 2]。
  - 5月：長崎駅駅部構想調査の開始[長崎 4]。
  - 10月8日：武雄温泉 - 新大村（仮称）間の環境影響評価着手[長崎 2]。
- 1999年（平成11年）9月：自自連立政権与党が建設見直し案。鹿児島ルートとの分岐駅として新鳥栖駅を設置、武雄温泉 - 新大村のスーパー特急方式での早期着工、着工後15年での整備目標、フリーゲージトレインの活用の検討、が盛り込まれる。
- 2000年（平成12年）
  - 3月29日：長崎駅部構想調査委員会取りまとめ報告。駅位置、規模の大枠決定[長崎 2]。
  - 11月1日：環境影響評価準備書に対する知事意見の提出[長崎 2]。
  - 12月18日：整備新幹線検討委員会による政府・与党申し合わせ。武雄温泉 - 長崎間について環境影響評価終了後に工事実施計画の認可申請を行うこと、鹿児島ルートと長崎ルートの交通結節点として、新島栖駅の整備を行うことが決定。今回着工しない区間は東北新幹線 盛岡 - 八戸間および九州新幹線鹿児島ルート 新八代 - 西鹿児島間の両区間の完成後に見直すとされた[長崎 4][長崎 2]。
- 2001年（平成13年）12月：武雄温泉 - 長崎間をスーパー特急方式で整備する暫定整備計画を決定。
- 2002年（平成14年）1月8日：日本鉄道建設公団が武雄温泉 - 新大村（仮称）間および新大村（仮称） - 長崎間の環境影響評価書を佐賀県知事へ提出。武雄温泉 - 長崎間の工事実施計画を、スーパー特急方式で認可申請[JRTT 2][佐賀 3][長崎 2]。
- 2003年（平成15年）
  - 10月1日：運輸施設整備事業団と日本鉄道建設公団が統合し、鉄道建設・運輸施設整備支援機構設立。
  - 12月1日：JR九州新幹線鉄道事業部発足。川内新幹線車両センター内総合事務所に本所を設置。
  - 12月：整備新幹線の取扱いについて、政府・与党合意。
- 2004年（平成16年）
  - 3月13日：鹿児島ルート新八代 - 鹿児島中央間開業。
  - 3月26日：新幹線嬉野温泉駅建設促進期成会（旧新幹線嬉野温泉駅設置促進期成会）が、「九州新幹線長崎ルート早期実現に関する要望」を提出[佐賀 3]。
  - 6月10日：与党整備新幹線建設促進プロジェクトチームの合意により、長崎ルート武雄温泉 - 諫早間をスーパー特急方式で着工することが決定。
  - 12月9日：佐賀県知事が、「並行在来線の経営分離はやむを得ない」との判断を表明し、国に回答[佐賀 3]。
  - 12月16日：政府・与党検討委員会の検討結果（政府・与党申し合わせ）により、新たな財源スキーム（既設新幹線譲渡収入の前倒し活用など）および着工区間が決定。並行在来線に関する地元自治体の同意を条件として、武雄温泉 - 諫早間のスーパー特急方式での着工を決定。フリーゲージトレインも視野に入れるものとされる。また、長崎駅部の調査を行うこととされる[佐賀 3][長崎 4]。
  - 12月21日：2005年（平成17年）度国予算財務省内示。武雄温泉 - 諌早間に10億円の事業費が配分される[佐賀 3][長崎 4]。
- 2005年（平成17年）
  - 3月14日：武雄市議会が九州新幹線長崎ルート早期着工実現に関する意見書を提出[佐賀 3]。
  - 3月17日：九州新幹線長崎ルート建設促進期成会（旧長崎新幹線武雄温泉駅実現期成会）が「九州新幹線長崎ルートの早期着工に関する要望書」を提出[佐賀 3]。
  - 3月24日：嬉野町議会が「長崎新幹線の早期着工を求める決議」を議決[佐賀 3]。
  - 3月28日：鳥栖市九州新幹線建設促進期成会が長崎ルート早期着工実現の要望書を提出[佐賀 3]。
  - 9月：長崎県・佐賀県におけるルートの名称を「九州新幹線長崎ルート」から「九州新幹線西九州ルート（長崎ルート）」に変更[9]
  - 10月4日：九州新幹線西九州ルート促進議員懇話会結成[佐賀 3]。
  - 12月22日：2006年（平成18年）度国予算財務省内示。整備新幹線予算の線区別の事業費が公表され、武雄温泉 - 諌早間に2005年（平成17年）度と同額の10億円の事業費が配分された[佐賀 3][長崎 4]。
  - 12月28日：白石町が並行在来線経営分離同意書を県知事に提出[佐賀 3]。
- 2006年（平成18年）
  - 2月10日：江北町において地元主要団体で構成する、九州新幹線長崎（西九州）ルート促進協議会結成[佐賀 3]。
  - 2月12日：太良町長、同町議会議長が並行在来線経営分離に同意表明[佐賀 3]。
  - 2月28日：太良町が並行在来線経営分離同意書を県知事に提出[佐賀 3]。
  - 3月17日：江北町議会が並行在来線経営分離同意決議を議決[佐賀 3]。
  - 7月11日：旧新幹線嬉野温泉駅建設促進期成会が名称を変更し、嬉野市九州新幹線西九州ルート整備促進期成会設立[佐賀 3]。
  - 7月17日：九州新幹線西九州ルート地域振興連絡協議会設立[佐賀 3]。
  - 7月19日：新幹線を活かした地域づくり協議会・さが設立[佐賀 3]。
- 2007年（平成19年）
  - 1月23日：「九州新幹線を活用する佐賀県協議会」設立[佐賀 3]。
  - 8月23日：「九州新幹線西九州ルート早期実現 佐賀県民大会」開催[佐賀 3]。
  - 8月29日：江北町九州新幹線西九州（長崎）ルート促進協議会が「新幹線を活かしたまちづくり支援」を知事に要望[佐賀 3]。
  - 12月14日：政府・与党整備新幹線検討委員会開催[佐賀 3]。
  - 12月16日：JR九州・佐賀県・長崎県の三者が、新幹線開業後も並行在来線（長崎本線肥前山口 - 諫早間）を経営分離せず、開業後20年間JR九州が運行することで基本合意。路線や駅舎などは両県が保有するいわゆる「上下分離方式」を採用[佐賀 3][長崎 2][長崎 4]。
  - 12月18日：JR長崎本線存続期成会が知事を訪問し、西九州ルートが着工した場合に、地域課題の解決のための支援を要請[佐賀 3]。
  - 12月21日：2008年（平成20年）度予算財務省原案内示。長崎（西九州）ルート10億円計上[佐賀 3]。
- 2008年（平成20年）
  - 3月5日：政府・与党整備新幹線検討委員会で、長崎（西九州）ルートの着工条件が整っていることについての確認が完了[佐賀 3]。
  - 3月19日：鉄道建設・運輸施設整備支援機構が長崎（西九州）ルート武雄温泉 - 諫早間の工事実施計画（その1）を国土交通省に認可申請[JRTT 2][佐賀 3]。
  - 3月26日：国土交通省が鉄道建設・運輸施設整備支援機構に対し、長崎（西九州）ルート武雄温泉 - 諫早間の工事実施計画（その1）を認可[JRTT 2][佐賀 3][長崎 2]。
  - 4月：肥前山口 - 諫早間の鉄道施設の資産譲渡・維持管理に係る負担割合を佐賀県1対長崎県2とすることを確認[長崎 4]。

#### 武雄温泉 - 諫早間着工後
- 2008年（平成20年）
  - 4月28日：長崎（西九州）ルート武雄温泉 - 諫早間が着工。佐賀県嬉野市で起工式を開催。終了後、諫早市で建設起工記念式典を開催[佐賀 3][長崎 2]。
  - 11月1日：鉄道建設・運輸施設整備支援機構が大村鉄道建設所および武雄鉄道建設所を設置[長崎 2]。
  - 12月16日：整備新幹線に係る政府・与党ワーキンググループが開催され、長崎駅部を「新規着工区間」として2009年（平成21年）12月までに着工を認可すること、「その他の区間」として、諫早 - 長崎間について、引き続き検討を行い、肥前山口 - 武雄温泉間の複線化等を進めることとし、さらにその具体化の方法の検討を行うことで合意[長崎 2]。
  - 12月：2009年（平成21年）度の整備新幹線予算の線区別の事業費が公表。武雄温泉 - 諫早間に50億円の事業費が配分され、新たに長崎駅部や肥前山口 - 武雄温泉間の複線化を検討する予算も計上された[長崎 4]。
- 2009年（平成21年）
  - 10月16日：国土交通大臣が前年12月の政府・与党合意の新規着工検討区間については、白紙とし、新しい政府・与党で整備のあり方を決めていくと発表[長崎 2]。
  - 12月24日：整備新幹線問題検討会議等を設置。民間資金の活用、並行在来線維持のためのJRの協力・支援が必要とし、費用対効果、沿線自治体の取組等による着工の順位付けを検討するなどの「整備新幹線の整備に関する基本方針」および「当面の整備新幹線の整備方針」が決定[長崎 2]。
- 2010年（平成22年）
  - 2月19日：新幹線さが未来づくり協議会設立[佐賀 3]。
  - 4月1日：JR九州新幹線部発足。
  - 4月：大村市に長崎県新幹線用地事務所を設置[長崎 4]。
  - 8月27日：整備新幹線問題検討会議が開催され、肥前山口 - 武雄温泉間の単線区間の取扱いと軌間可変電車（フリーゲージトレイン）の取扱い（実用化）について、詳細に検討していくことを決定[長崎 2]。
  - 12月27日：整備新幹線問題検討会議が開催され、8月の検討会議で決定した各線区の課題について、さらに詳細な検討を進めることとされた[長崎 4][長崎 2]。
- 2011年（平成23年）
  - 3月12日：九州新幹線鹿児島ルート博多 - 新八代間が開業し、鹿児島ルートが全通。
  - 12月26日：整備新幹線問題検討会議が開催され、政府・与党確認事項公表。「武雄温泉 - 諫早 - 長崎間を一体的な事業（佐世保線肥前山口 - 武雄温泉間の複線化を含む）として、軌間可変電車（フリーゲージトレイン）方式（標準軌）により整備し、諫早 - 長崎間の着工から概ね10年後に完成・開業する」とする着工方針を決定[佐賀 3][長崎 2]。
- 2012年（平成24年）
  - 4月：未着工区間の収支採算性と投資効果を改めて確認するために、整備新幹線小委員会の報告書がまとめられたことを受け、整備新幹線問題検討会議が開催され、収支採算性と投資効果について確認がなされた。また、営業主体のJR九州の同意がなされた[長崎 4][長崎 2]。
  - 6月12日：鉄道建設・運輸施設整備支援機構が長崎（西九州）ルート武雄温泉 - 長崎間の工事実施計画を国土交通省に認可申請[JRTT 2][佐賀 3]。

#### 諫早 - 長崎間着工後
- 2012年（平成24年）
  - 6月29日：国土交通省が鉄道建設・運輸施設整備支援機構に対し、フル規格による長崎（西九州）ルート武雄温泉 - 長崎間の工事実施計画（その1）を認可。開業は2022年度末頃を予定[JRTT 2][佐賀 3][長崎 2]。
  - 8月18日：長崎（西九州）ルート諫早 - 長崎間が着工。長崎市内で起工式を挙行[新聞 35]。
- 2013年（平成25年）
  - 2月25日：鉄道建設・運輸施設整備支援機構が、九州新幹線 武雄温泉 - 長崎間に係る佐世保線 肥前山口 - 武雄温泉間複線化事業の環境影響評価方法書を佐賀県知事および関係市町長に送付。翌26日に公告・縦覧、3月5日に説明会を開催[JRTT 4]。
  - 4月1日：九州新幹線建設局 長崎鉄道建設所が開所（同月12日に開所式）[JRTT 5]。
  - 7月25日：武雄市内で、武雄温泉 - 嬉野温泉（仮称）間の袴野橋梁（全長962m）工事の安全祈願祭を挙行[新聞 36]。
- 2014年（平成26年）
  - 3月25日：軌間可変電車（フリーゲージトレイン）第三次試験車両を熊本総合車両所に搬入[JRTT 6]。
  - 4月19日：軌間可変電車（フリーゲージトレイン）第三次試験車両を報道公開[JRTT 6]。
  - 4月20日：九州新幹線 熊本 - 鹿児島中央間、新八代接続線および鹿児島本線 熊本 - 八代間において、軌間可変電車（フリーゲージトレイン）第三次試験車両の性能確認試験を開始[JRTT 7]。
  - 8月1日：武雄温泉 - 嬉野温泉（仮称）間の大草野トンネル（全長535m）・宇土手トンネル（全長80m）および橋梁の建設工事起工式を挙行[新聞 37]。
  - 10月2日：武雄温泉 - 嬉野温泉（仮称）間のトンネルの三坂トンネル（全長1.4 km）の貫通式挙行[新聞 38]。
  - 10月19日：軌間可変電車（フリーゲージトレイン）第三次試験車両の3モード耐久走行試験を開始[JRTT 7]。
  - 12月22日：政府・与党が「武雄温泉 - 長崎間の開業時期を、当初計画の2022年度末より前倒しし、可能な限り早める」方針を固める[新聞 39]。
  - 12月24日：軌間可変電車（フリーゲージトレイン）第三次試験車両のスラスト軸受のオイルシールに部分的な欠損、すべり軸受と車軸の接触部に微細な摩耗痕の発生が確認されたため、同車両の3モード耐久走行試験を一時休止[JRTT 3]。
  - 12月25日：「九州新幹線（武雄温泉・長崎間）に係る佐世保線（肥前山口・武雄温泉間）複線化事業の環境影響評価準備書」を佐賀県知事および関係市町長に送付。翌26日から公告・縦覧を開始[JRTT 8]。
- 2015年（平成27年）
  - 1月8日：第4回「整備新幹線に係る政府・与党ワーキンググループ」開催[国交省 16]。「武雄温泉 - 長崎間の開業時期を当初計画の2022年度末より前倒しし、可能な限り早める」旨が正式決定[新聞 40]。
  - 1月9日：「九州新幹線（武雄温泉・長崎間）に係る佐世保線（肥前山口・武雄温泉間）複線化事業の環境影響評価準備書」の縦覧期限を同年1月26日から2月4日、意見書の提出期限を2月18日に変更[JRTT 9]。
  - 1月13日：「九州新幹線（武雄温泉・長崎間）に係る佐世保線（肥前山口・武雄温泉間）複線化事業の環境影響評価準備書」の説明会を開催[JRTT 8]。
  - 1月14日：「政府・与党整備新幹線検討委員会」開催[国交省 17]。整備新幹線の取り扱いについて、政府・与党申し合わせ[国交省 9]。「武雄温泉 - 長崎間の開業時期を、当初計画の2022年度末より前倒しし、可能な限り早める」ことで合意[新聞 41][新聞 42]。
  - 8月6日：俵坂トンネル（嬉野市 - 長崎県東彼杵町、5.7 km）が6年の工期を経て貫通[新聞 43][10]。
- 2016年（平成28年）3月29日：「九州新幹線（西九州ルート）の開業のあり方にかかる合意」（いわゆる「六者合意」）を確認[長崎 3]
- 2017年（平成29年）
  - 5月19日：国土交通省が鉄道建設・運輸施設整備支援機構に対し、長崎（西九州）ルート武雄温泉 - 長崎間の工事実施計画（その2）を認可。主な認可内容は「軌道、電気、信号・通信、車両検修などの開業設備の追加」・「武雄温泉駅で新幹線と在来線との間で対面乗換を行うための施設の追加」・「工事費を約5,009億円に変更」の3点[国交省 18]。
  - 7月25日：JR九州が九州新幹線（西九州ルート）へのフリーゲージトレイン導入を断念すると発表[新聞 13]。
- 2020年（令和2年）6月5日：国と佐賀県の間で九州新幹線（西九州ルート）に関する「幅広い協議」を開始（以後2023年2月9日まで計7回実施）[佐賀 3]。
- 2021年（令和3年）4月28日：JR九州が武雄温泉駅 - 長崎駅間の路線名称を「西九州新幹線」とすることを発表[JR 2]。

#### 武雄温泉 - 長崎間開業後
- 2022年（令和4年）9月23日：武雄温泉駅 - 長崎駅間が西九州新幹線として開業[JR 3]。